# Joe Abercrombie
Joe Abercrombie (n. 31 decembrie 1974) este un scriitor britanic de fantasy și editor de film. Abercrombie este autorul trilogiei Prima Lege.

## Tinerețea
Abercrombie s-a născut în Lancaster, Anglia. Studiile și le-a făcut la Royal Grammar School și Manchester University, unde a urmat cursurile de psihologie.

## Cariera
Abercrombie a lucrat ca producător de televiziune înainte de a deveni editor de film liber profesionist. În timpul unei pauze între servicii a început să scrie Tăișul sabiei în 2002, carte pe care a finalizat-o în 2004. În 2006, ea a apărut la editura Gollancz, fiind urmată de alte două cărți din trilogia Prima Lege, Before They Are Hanged și Last Argument of Kings. La începutul anului 2008, Abercrombie a fost unul dintre cei care au contribuit la seria BBC Worlds of Fantasy, alături de Michael Moorcock, Terry Pratchett și China Miéville, printre alții. În 2009, Abercrombie a publicat romanul Best Served Cold, a cărui acțiune se petrece în universul Primei Legi, dar este un roman de sine stătător. A urmat The Heroes (2011), care aparține tot aceluiași univers. Abercrombie trăiește în Bath, Somerset, cu soția și cei trei copii.
În 2011, Abercrombie a semnat un contract cu Gollancz pentru încă 4 cărți a căror acțiune se petrece în lumea Primei Legi. În 2013, divizia fantasy și de copii a celor de la HarperCollins a anunțat că a obținut drepturile pentru trei cărți ale lui Abercrombie, al căror public țintă în constituie publicul tânăr. Cele trei romane de sine stătătoare dar interconectate formează o „poveste clasică de maturizare”, primul volum fiind publicat în vara anului 2014 sub titlul Jumătate de rege.

### TrilogiaPrima Lege
- The Blade Itself[8] (mai 2006) - nominalizat în 2008 la premiul memorial John W. Campbell pentru "Debut"[9]

ro. Tăișul sabiei - editura Nemira, 2011
- Before They Are Hanged (martie 2007)

ro. Fără îndurare - editura Nemira, 2013
- Last Argument of Kings (martie 2008)

ro. Puterea armelor - editura Nemira, 2013

### Lucrări de sine stătătoare
- Best Served Cold (iunie 2009)[10] - Premiul David Gemmell Legend 2010 — Câștigătorul premiului Ravenheart pentru cea mai bună copertă[11] continuare a Primei Legi
- The Heroes (ianuarie 2011)[12]
- Red Country (octombrie 2012)

### Povestiri
- "The Fool Jobs" - a apărut în culegerea de povestiri Swords & Dark Magic (publicată în iunie 2010) și cuprinde evenimente anterioare celor din The Heroes la care participă Curnden Craw
- "Yesterday, Near A Village Called Barden" - apare ca supliment în versiunea hardcover a cărții The Heroes publicată de Waterstone, concentrându-se pe campania lui Bremer dan Gorst de dinaintea acțiunii din The Heroes
- "Freedom!" - apare ca supliment în versiunea cartonată de la Waterstone a cărții Red Country și se concentrează pe eliberarea orașului Averstock de către Compania Mâinii Divine
- "Skipping Town" - a apărut în antologia Legends: Stories in Honour of David Gemmell (noiembrie 2013)
- "Some Desperado" - a apărut în antologia Dangerous Women (decembrie 2013) și prezintă evenimente anterioare celor din Red Country. A fost nominalizată la premiull Locus în 2014[13]
- "Tough Times All Over" - a apărut în antologia Rogues (iunie 2014)

### Marea Sfărâmată
- Half a King (2014)[14]

ro. Jumătate de rege - editura Nemira, 2015
- Half the World (2015)[15]

ro. Jumătate de lume - editura Nemira, 2016
- Half a War (2015)[16]

ro. Jumătate de razboi - editura Nemira, 2016

## Awards
- 2015 - premiul Locus pentru cel mai bun roman Young Adult pentru Jumătate de rege

### Interviuri
- Un nou interviu cu Joe Abercrombie realizat de Pat's Fantasy Hotlist, aprilie 2011
- Interviu umoristic cu Joe Ambercrombie pe SF Signal Arhivat în 23 aprilie 2010, la Wayback Machine., realizat de Lucien E. G. Spelman, 19 iunie 2009
- Articol scris de Joe Abercrombie Arhivat în 27 februarie 2011, la Wayback Machine. despre sursele sale de inspirație, pe SFcrowsnest, 1 martie 2008
- Interviu cu Joe Abercrombie realizat de Aidan Moher pe Dribble of Ink, 11 februarie 2008
- Interviu cu Joe Abercrombie pe Neth Space, octombrie 2007
- Interviu cu Joe Abercrombie realizat de Aidan Moher pe Dribble of Ink, 31 iulie 2007
- Interviu cu Joe Abercrombie realizat de SFX Magazine, 30 aprilie 2007
- Interviu cu Joe Abercrombie realizat de Pat's Fantasy Hotlist, 7 decembrie 2006